# Molophilus bardus
Molophilus bardus là một loài ruồi trong họ Limoniidae. Chúng phân bố ở miền Cổ bắc.